# Port lotniczy Praia
Port lotniczy Praia (IATA: RAI, ICAO: GVNP) – międzynarodowy port lotniczy położony 2 km na wschód od centrum Prai, na wyspie Santiago, w Republice Zielonego Przylądka. Na początku 2012, nie bez kontrowersji wśród obywateli, lotnisko zostało nazwane imieniem Nelsona Mandeli.

## Kierunki lotów i linie lotnicze
| Linia Lotnicza      | Kierunek                                                                |
| ------------------- | ----------------------------------------------------------------------- |
| Air Senegal         | 1. Dakar-Diass                                                          |
| ASKY Airlines       | 1. Dakar-Diass 2. Lomé                                                  |
| Azores Airlines     | 1. Ponta Delgada                                                        |
| Bestfly Cabo Verde  | 1. Boa Vista 2. Maio 3. Sal 4. São Filipe 5. São Nicolau 6. São Vicente |
| Cabo Verde Airlines | 1. Bissau 2. Lizbona 3. Paryż-Charles de Gaulle 4. Sal 5. São Vicente   |
| Luxair              | Sezonowo: 1. Luksemburg                                                 |
| Royal Air Maroc     | 1. Bissau 2. Casablanca                                                 |
| TAP Portugal        | 1. Lizbona                                                              |
| Transair            | 1. Dakar-Diass                                                          |
| Transavia.com       | Sezonowo: 1. Paryż-Orly                                                 |